# ويليام بورتر (عازف الأرغن)
ويليام بورتر (بالإنجليزية: William Porter)‏ هو عازف الأرغن أمريكي، ولد في 1946.

## وصلات خارجية
- ويليام بورتر على موقع ميوزك برينز (الإنجليزية)